# Kulti
Kulti é uma cidade e um município no distrito de Bardhaman, no estado indiano de Bengala Ocidental.

## Geografia
Kulti está localizada a 23° 44′ N, 86° 51′ L. Tem uma altitude média de 114 metros (374 pés).

## Demografia
Segundo o censo de 2001, Kulti tinha uma população de 290 057 habitantes. Os indivíduos do sexo masculino constituem 53% da população e os do sexo feminino 47%. Kulti tem uma taxa de literacia de 62%, superior à média nacional de 59,5%: a literacia no sexo masculino é de 70% e no sexo feminino é de 52%. Em Kulti, 12% da população está abaixo dos 6 anos de idade.